# Conception-réalisation en droit français
La conception-réalisation est un type de marché de travaux relevant du droit français de la construction, dont la particularité est de confier à un titulaire à la fois des missions de conception et des missions de réalisation (travaux).
Dans le domaine de la commande publique, elle a d'abord été définie par l'article 18 de la loi MOP de 1985. Depuis la réforme du droit de la commande public en 2019, elle est codifiée par plusieurs dispositions du code de la commande publique, notamment son article L. 2171-2.

## Historique
La conception-réalisation en France s'inspire de l'expérience britannique des marchés « Design-build ».

## Conditions de recours

### Généralités
Un marché de conception-réalisation a la particularité de confier à la fois des missions de conception (études) et des missions de réalisation (travaux). 
En cela, dans le cas des marchés publics, il s'agit d'un marché dérogeant au principe édicté dans la loi MOP, et repris dans le code de la commande publique, qui isole d'une part les marchés de conception et d'autre part les marchés de travaux.
Les conditions de recours sont donc limitatives, à la fois pour ce qui est du commanditaire de l'opération, mais aussi en ce qui concerne l'objet de la consultation. De prime abord, il ne peut être recouru à un contrat de conception-réalisation « que si l'association de l'entrepreneur aux études est nécessaire pour réaliser l'ouvrage, en raison de motifs techniques liés à sa destination ou à sa mise en œuvre technique. » C'est l'orientation qu'a donnée le législateur lors de l'introduction de la notion dans le droit français des marchés publics en 1985. Depuis, certaines dispositions dérogatoires à la loi MOP ont rendu cette procédure employable sans besoin de justifier de la nécessité technique de la présence de l'entreprise pendant les études, et ce pour des pans entiers de la construction publique.

### Maîtrise d'ouvrage
Dans le cadre du code des marchés publics, le marché de conception-réalisation est défini en son article 37. Dans ce cadre, sont autorisés à recourir cette procédure :
- Les pouvoirs adjudicateurs soumis au code des marchés publics ; dans ce cas, c'est l'article 69 qui précise la procédure à appliquer.
- Les entités adjudicatrices soumises au code des marchés publics ; c'est là aussi l'article 69 qui borne les conditions de déroulement, mais également l'article 168-1.
- Les marchés de défense ou de sécurité ; dans ce cas, c'est l'article 246 du code qui s'applique pour définir la procédure.

Pour les maîtres d'ouvrage publics non soumis au code des marchés publics, on trouvera les autorisations et limitations de recours suivantes :
- Pouvoirs adjudicateurs et entités adjudicatrices publics non soumis au code mais soumis à l'ordonnance de 2005 : définition du marché à l'article 41-1 du décret no 2008-1334 de décembre 2005.

### Objet du marché

#### Régime général
En tant que procédure dérogatoire, le recours à la conception-réalisation est conditionnel. L'article 37 du Code des marchés publics restreint de la sorte les conditions de recours à cette procédure :

« Les pouvoirs adjudicateurs soumis aux dispositions de la loi du 12 juillet 1985 susmentionnée ne peuvent, en application du I de son article 18, recourir à un marché de conception-réalisation, quel qu'en soit le montant, que si un engagement contractuel sur un niveau d'amélioration de l'efficacité énergétique ou des motifs d'ordre technique rendent nécessaire l'association de l'entrepreneur aux études de l'ouvrage. 
Les motifs d'ordre technique mentionnés à l'alinéa précédent sont liés à la destination ou à la mise en œuvre technique de l'ouvrage. Sont concernées des opérations dont la finalité majeure est une production dont le processus conditionne la conception, la réalisation et la mise en œuvre ainsi que des opérations dont les caractéristiques, telles que des dimensions exceptionnelles ou des difficultés techniques particulières, exigent de faire appel aux moyens et à la technicité propres des opérateurs économiques. »

#### Régimes dérogatoires
Dans d'autres cas, il est possible de recourir à la conception-réalisation de manière automatique, sans avoir à justifier d'une technicité importante ou d'objectifs de performance énergétique. Il s'agit, de manière limitative :
- des marchés du Ministère de l'Intérieur  pour la construction d'immeubles affectés à la police ou à la gendarmerie nationale (article 3 de la LOPSI) pour le compte de l'État ;
- des marchés du Ministère de la Justice pour la construction d'établissements pénitentiaires ou de palais de justice et tribunaux (article 3 de la LOPJ) pour le compte de l'État ;
- des marchés des établissements publics de santé tels qu'hôpitaux, EHPAD, etc. (article L6148-7 du code de la santé publique) ;
- des marchés pour la construction de logements sociaux aidés par l'État ; d'abord instituée par l'article 110 de la loi Boutin comme une mesure transitoire pour les demandes de permis de construire déposées avant la fin décembre 2013, cette période a été prolongée jusqu'au 31 décembre 2018 par l'article 4 de la loi no 2013-569 du 1er juillet 2013 habilitant le Gouvernement à adopter des mesures de nature législative pour accélérer les projets de construction.

### Procédure
La procédure est l'ensemble des étapes et formalités à accomplir pour réaliser la passation du marché. En règle générale, la procédure de passation d'un marché en conception-réalisation nécessite le recours à une procédure restreinte, un concours et nécessite la constitution d'un jury. Néanmoins, le maître d'ouvrage peut passer par un marché à procédure adaptée (MAPA) lorsqu'un seuil, fluctuant selon les années et se situant aux alentours de 5 M€, n'est pas dépassé. Dans ce cas, le maître d'ouvrage peut adapter en tant que de nécessaire le déroulement de la procédure.
La consultation se déroule donc en deux temps, d'abord un appel à candidatures, au terme duquel le maître d'ouvrage retient un petit nombre de candidats, admis à remettre une offre. Le dossier de consultation des concepteurs-réalisateurs, remis à ces seuls candidats, comporte au minimum :
- « la nature et la consistance de l'ouvrage à réaliser » ;
- « la définition des prestations demandées aux candidats lors de la remise des offres […] assorties d'un engagement sur les performances à atteindre et comportent au moins un avant-projet sommaire pour un ouvrage de bâtiment et un avant-projet pour un ouvrage d'infrastructure » ;
- « le cadre de décomposition du prix de l'offre » ;
- « la composition du jury et les critères de jugement des offres » ;
- « l'obligation faite aux concurrents groupés de fournir la répartition des prestations à exécuter par chacun des membres du groupement » ;
- « les modalités d'indemnisation des concurrents » ;
- « le délai de remise des offres ».

## Objet des marchés de conception-réalisation

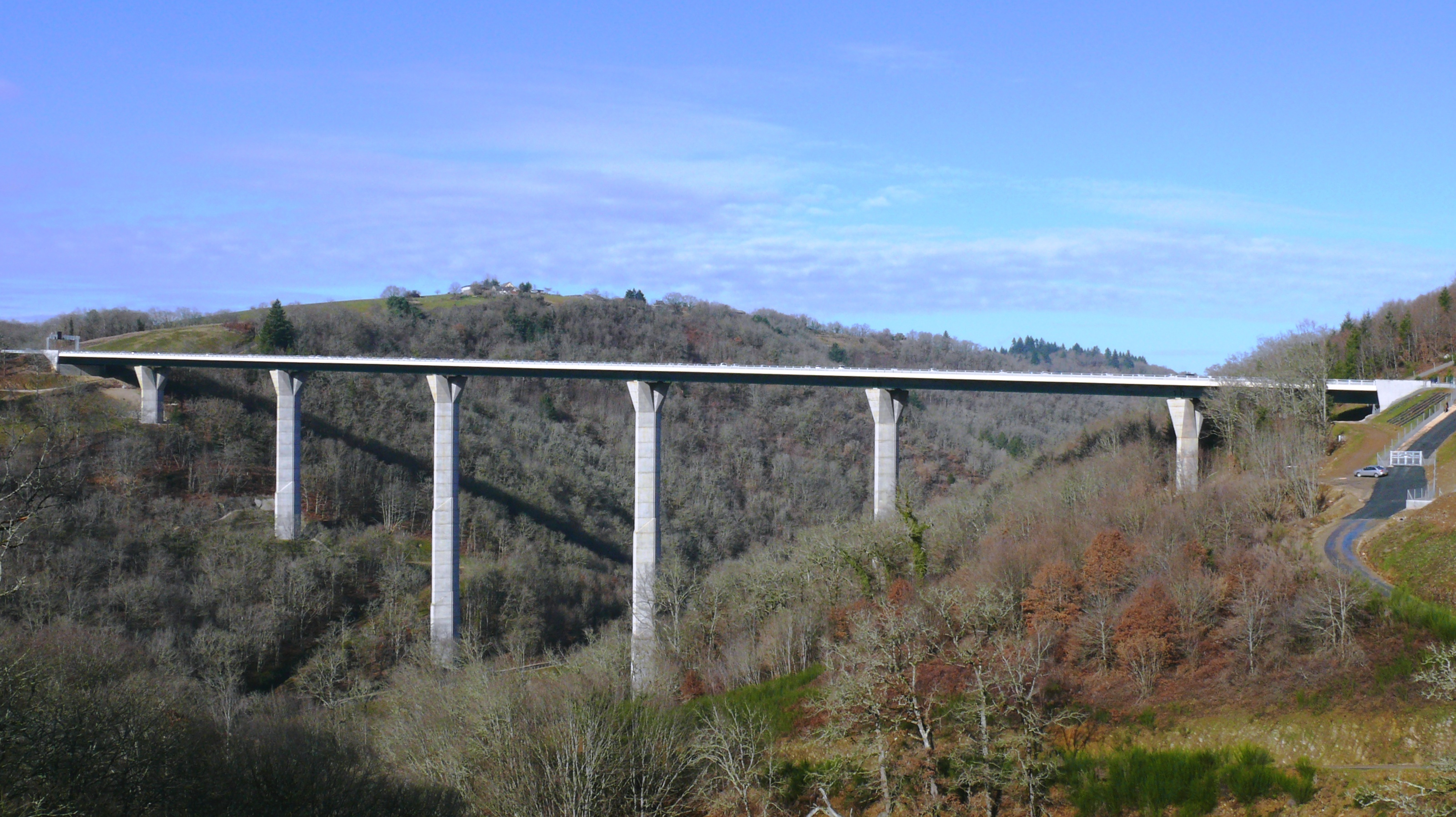
Le viaduc de l'Elle, exemple d'ouvrage d'art construit à la suite d'une procédure de conception-réalisation.

Le nouveau stade du Havre, exemple de bâtiment construit à la suite d'une conception-réalisation.

Il peut être recouru à la conception-réalisation tant pour des ouvrages de bâtiment que pour des ouvrages d'infrastructure. La différence entre ces deux cas porte sur le fait que pour les infrastructures, le marché peut être attribué à une entité seule, tandis que pour un ouvrage de bâtiment, le marché sera nécessairement attribué à un groupement, intégrant au minimum un architecte, ce du fait de l'application de la loi de 1977 sur l'architecture.

## Critique
Le recours à la conception-réalisation, en plaçant la maîtrise d'œuvre au sens large, et l'architecte en particulier, « sous la coupe » de l'entreprise, fait de ce mode « non conventionnel » — par rapport à une MOP classique — de passation des marchés publics un objet de critiques. D'une part, il fait craindre à certains architectes une perte de liberté dans la réalisation de sa mission de conception, se sentant quelque peu limité dans l'exercice de son art par la présence du mandataire entrepreneur ; l'Ordre des architectes, l'UNSFA et le Syndicat de l'architecture, c'est-à-dire l'ensemble des syndicats professionnels défendant les intérêts des architectes français, s'étaient adressés à Jacques Chirac à ce sujet lors de la promulgation de la LOPSI au travers d'une lettre ouverte. D'autre part, il fait redouter à certains maîtres d'ouvrage un manque de contrôle externe de la prestation de l'entreprise, contrôle traditionnellement réalisé par la maîtrise d'œuvre en MOP classique, au travers des missions visa et DET. En outre, la procédure a tendance à favoriser les grandes entreprises du BTP, plus à même de répondre de manière structurée et satisfaisante à des appels d'offres portant sur des marchés de travaux tous corps d'état, au détriment des PME.
Parmi les critiques spécifiquement formulées par les architectes, sont citées « l'impasse sur la programmation et les études préalables » et les « coupes sombres (sic) dans la qualité architecturale », et une menace face aux objectifs de développement durable. Les critiques s'appuient de plus sur les antécédents de procédures similaires, les METP ou marchés d'entreprise de travaux publics, ou les conceptions-constructions qui, selon les rédacteurs de la lettre ouverte, ont débouché sur des échecs retentissants ou des bombes à retardement, pointant du doigt les établissements de type Pailleron ou les « composants hospitaliers type » ou CHT, les entrées de ville et les bâtiments agricoles — bâtiments pour lesquels le recours à un architecte n'est pas obligatoire — qui « ont durablement enlaidi le paysage français ». Ils fustigent également les affaires de marchés publics attribués frauduleusement en région Île-de-France dans les années 1990.
Cependant, certains architectes pratiquent la contractance générale afin de répondre à la demande de la maitrise d'ouvrage sans perdre leur rôle central. Cette pratique leur permet de répondre aux marchés de Conception-réalisation. Certains d'entre eux sont regroupés en syndicat, le SNACG (Syndicat National des Architectes Contractants Généraux), syndicat membre de l'UNSFA.
Le recours à la conception-réalisation présente en revanche de nombreux avantages qu'il conviendrait de présenter et d'expliquer (meilleures maitrises des budgets et des plannings, gain de temps sur le projet global, qualité des études intégrées, meilleures coordinations des acteurs,...)